# Campeonato Panamericano de Balonmano Femenino de 2011
El XI Campeonato Panamericano de Balonmano Femenino se celebró en Sao Bernardo do Campo, Brasil entre el 28 de junio y el 2 de julio de 2011 bajo la organización de la Federación Panamericana de Handball. El torneo pone 4 plazas en juego para el Campeonato Mundial de balonmano Femenino de Brasil 2011

## Primera fase

### Grupo A
| Equipo | J | G | E | P | GF  | GC | DG  | PTS |
| ------ | - | - | - | - | --- | -- | --- | --- |
| Brasil | 3 | 3 | 0 | 0 | 104 | 53 | +51 | 6   |
| Cuba   | 3 | 2 | 0 | 1 | 96  | 73 | +23 | 4   |
| Chile  | 3 | 1 | 0 | 2 | 63  | 99 | -36 | 2   |
| México | 3 | 0 | 0 | 3 | 54  | 92 | -38 | 0   |

#### Resultados
| Fecha      | Hora  | Partido³ | Partido³ | Partido³ | Resultado |
| ---------- | ----- | -------- | -------- | -------- | --------- |
| 28.06.2011 | 14:00 | Chile    | -        | Cuba     | 21-40     |
| 28.06.2011 | 20:00 | Brasil   | -        | México   | 31-16     |
| 29.06.2011 | 18:00 | México   | -        | Chile    | 22-26     |
| 29.06.2011 | 20:00 | Brasil   | -        | Cuba     | 36-21     |
| 30.06.2011 | 18:00 | México   | -        | Cuba     | 16-35     |
| 30.06.2011 | 20:00 | Brasil   | -        | Chile    | 37-16     |

### Grupo B
| Equipo               | J | G | E | P | GF  | GC  | DG  | PTS |
| -------------------- | - | - | - | - | --- | --- | --- | --- |
| Argentina            | 3 | 3 | 0 | 0 | 105 | 52  | +53 | 6   |
| Uruguay              | 3 | 1 | 1 | 1 | 77  | 68  | +9  | 3   |
| República Dominicana | 3 | 1 | 1 | 1 | 72  | 75  | -3  | 3   |
| Venezuela            | 3 | 0 | 0 | 3 | 71  | 130 | -59 | 0   |

#### Resultados
| Fecha      | Hora  | Partido³             | Partido³ | Partido³             | Resultado |
| ---------- | ----- | -------------------- | -------- | -------------------- | --------- |
| 28.06.2011 | 14:00 | República Dominicana | -        | Venezuela            | 36-22     |
| 28.06.2011 | 20:00 | Argentina            | -        | Uruguay              | 21-14     |
| 29.06.2011 | 18:00 | Uruguay              | -        | República Dominicana | 20-20     |
| 29.06.2011 | 20:00 | Argentina            | -        | Venezuela            | 51-22     |
| 30.06.2011 | 18:00 | Uruguay              | -        | Venezuela            | 43-27     |
| 30.06.2011 | 20:00 | Argentina            | -        | República Dominicana | 33-16     |

### 7º/8º puesto
| Fecha     | Hora² | Partido¹ | Partido¹ | Partido¹  | Resultado |
| --------- | ----- | -------- | -------- | --------- | --------- |
| 1.07.2011 | 12:00 | México   | -        | Venezuela | 25-23     |

### 5º/6º puesto
| Fecha     | Hora² | Partido¹ | Partido¹ | Partido¹             | Resultado |
| --------- | ----- | -------- | -------- | -------------------- | --------- |
| 1.07.2011 | 12:00 | Chile    | -        | República Dominicana | 28-22     |

## Fase final

### Semifinales
| Fecha     | Hora² | Partido³  | Partido³ | Partido³ | Resultado |
| --------- | ----- | --------- | -------- | -------- | --------- |
| 1.07.2011 | 15:00 | Argentina | -        | Cuba     | 43-41     |
| 1.07.2011 | 17:00 | Brasil    | -        | Uruguay  | 40-14     |

### 3º/4º puesto
| Fecha     | Hora² | Partido¹ | Partido¹ | Partido¹ | Resultado |
| --------- | ----- | -------- | -------- | -------- | --------- |
| 2.07.2011 | 12:00 | Uruguay  | -        | Cuba     | 27-37     |

### Final
| Fecha     | Hora² | Partido¹ | Partido¹ | Partido¹  | Resultado |
| --------- | ----- | -------- | -------- | --------- | --------- |
| 2.07.2011 | 12:00 | Brasil   | -        | Argentina | 35-16     |

| Brasil           |
| Campeón          |
| Brasil 7° título |

### Clasificación general
| 1. Brasil               |
| 2. Argentina            |
| 3. Cuba                 |
| 4. Uruguay              |
| 5. Chile                |
| 6. República Dominicana |
| 7. México               |
| 8. Venezuela            |

## Clasificados al Mundial 2011
| Bandera de Brasil | Bandera de Argentina | Bandera de Cuba | Bandera de Uruguay |
| Brasil            | Argentina            | Cuba            | Uruguay            |
| ----------------- | -------------------- | --------------- | ------------------ |